# Mistrzostwa świata w narciarstwie alpejskim
Mistrzostwa świata w narciarstwie alpejskim to oprócz igrzysk olimpijskich główna impreza dla zawodników z całego świata w konkurencjach narciarstwa alpejskiego. Organizowane są co dwa lata przez Międzynarodową Federację Narciarską (FIS). Pierwsze mistrzostwa odbyły się w 1931 roku w szwajcarskim Mürren. Najwięcej razy mistrzostwa świata w narciarstwie alpejskim organizowała Austria, która gościła najlepszych narciarzy klasycznych aż dziewięciokrotnie (wliczając w to Zimowe Igrzyska Olimpijskie 1964 i Zimowe Igrzyska Olimpijskie 1976). Spośród wszystkich miast organizujących te zawody najczęściej, pięciokrotnie, rola ta przypadała szwajcarskiemu Sankt Moritz, które gospodarzem było w latach 1934, 1948, 1974, 2003 oraz w 2017. W Polsce mistrzostwa świata w narciarstwie alpejskim odbyły się jak dotąd jeden raz, w 1939 roku, a organizatorem było Zakopane.
W 1941 roku odbyły się mistrzostwa świata w Cortinie d’Ampezzo, jednak w 1946 roku FIS zadecydowała, że wyniki tych mistrzostw nie będą oficjalnie uznawane, gdyż liczba zawodników była zbyt mała (startowały ekipy III Rzeszy, Szwecji, Finlandii, Włoch i Szwajcarii).

## Organizatorzy MŚ
- 1931 –  Mürren, Szwajcaria
- 1932 –  Cortina d’Ampezzo, Włochy
- 1933 –  Innsbruck, Austria
- 1934 –  Sankt Moritz, Szwajcaria
- 1935 –  Mürren, Szwajcaria
- 1936 –  Innsbruck, Austria
- 1937 –  Chamonix, Francja
- 1938 –  Engelberg, Szwajcaria
- 1939 –  Zakopane, Polska
- 1941 –  Cortina d’Ampezzo, Włochy
- 1948 –  Sankt Moritz, Szwajcaria
- 1950 –  Aspen, USA
- 1952 –  Oslo, Norwegia
- 1954 –  Åre, Szwecja
- 1956 –  Cortina d’Ampezzo, Włochy
- 1958 –  Bad Gastein, Austria
- 1960 –  Squaw Valley, USA
- 1962 –  Chamonix, Francja
- 1964 –  Innsbruck, Austria
- 1966 –  Portillo, Chile
- 1968 –  Grenoble, Francja
- 1970 –  Val Gardena, Włochy
- 1972 –  Sapporo, Japonia
- 1974 –  Sankt Moritz, Szwajcaria
- 1976 –  Innsbruck, Austria
- 1978 –  Ga-Pa, RFN
- 1980 –  Lake Placid, USA
- 1982 –  Schladming, Austria
- 1985 –  Bormio, Włochy
- 1987 –  Crans-Montana, Szwajcaria
- 1989 –  Vail, USA
- 1991 –  Saalbach, Austria
- 1993 –  Morioka, Japonia
- 1996 –  Sierra Nevada, Hiszpania
- 1997 –  Sestriere, Włochy
- 1999 –  Vail/Beaver Creek, USA
- 2001 –  Sankt Anton, Austria
- 2003 –  Sankt Moritz, Szwajcaria
- 2005 –  Bormio, Włochy
- 2007 –  Åre, Szwecja
- 2009 –  Val d’Isère, Francja
- 2011 –  Ga-Pa, Niemcy
- 2013 –  Schladming, Austria
- 2015 –  Vail/Beaver Creek, USA
- 2017 –  Sankt Moritz, Szwajcaria
- 2019 –  Åre, Szwecja
- 2021 –  Cortina d’Ampezzo, Włochy
- 2023 –  Courchevel/Méribel, Francja
- 2025 –  Saalbach, Austria
- 2027 –  Crans-Montana, Szwajcaria
- 2029 –  Narwik, Norwegia

## Najbardziej utytułowani

### Kobiety
| Zawodniczka            | Złoto | Srebro | Brąz | Suma |
| ---------------------- | ----- | ------ | ---- | ---- |
| Christl Cranz          | 12    | 3      | 0    | 15   |
| Marielle Goitschel     | 9     | 2      | 0    | 11   |
| Anja Pärson            | 7     | 1      | 3    | 11   |
| Mikaela Shiffrin       | 6     | 2      | 3    | 11   |
| Erika Hess             | 6     | 0      | 1    | 7    |
| Annemarie Moser-Pröll  | 5     | 2      | 2    | 9    |
| Janica Kostelić        | 5     | 0      | 0    | 5    |
| Tina Maze              | 4     | 5      | 0    | 9    |
| Hanni Wenzel           | 4     | 3      | 2    | 9    |
| Pernilla Wiberg        | 4     | 1      | 1    | 6    |
| Tessa Worley           | 4     | 0      | 1    | 5    |
| Inge Wersin-Lantschner | 3     | 3      | 0    | 6    |
| Michaela Kirchgasser   | 3     | 2      | 2    | 7    |
| Vreni Schneider        | 3     | 2      | 1    | 6    |
| Anna Fenninger         | 3     | 1      | 1    | 5    |
| Wendy Holdener         | 3     | 1      | 0    | 4    |

### Mężczyźni
| Zawodnik            | Złoto | Srebro | Brąz | Suma |
| ------------------- | ----- | ------ | ---- | ---- |
| Marcel Hirscher     | 7     | 4      | 0    | 11   |
| Toni Sailer         | 7     | 1      | 0    | 8    |
| Jean-Claude Killy   | 6     | 0      | 0    | 6    |
| Kjetil André Aamodt | 5     | 4      | 3    | 12   |
| Aksel Lund Svindal  | 5     | 2      | 2    | 9    |
| Gustav Thöni        | 5     | 2      | 0    | 7    |
| Ingemar Stenmark    | 5     | 1      | 1    | 7    |
| Ted Ligety          | 5     | 0      | 2    | 7    |
| Marc Girardelli     | 4     | 4      | 3    | 11   |
| Pirmin Zurbriggen   | 4     | 4      | 1    | 9    |
| Émile Allais        | 4     | 4      | 0    | 8    |
| Rudolf Rominger     | 4     | 1      | 2    | 7    |
| Bode Miller         | 4     | 1      | 0    | 5    |
| Anton Seelos        | 4     | 1      | 0    | 5    |

## Klasyfikacja medalowa
Stan po MŚ 2023
| Miejsce | Państwo           |     |     |     | Razem |
| ------- | ----------------- | --- | --- | --- | ----- |
| 1.      | Austria           | 100 | 105 | 101 | 306   |
| 2.      | Szwajcaria        | 72  | 73  | 65  | 210   |
| 3.      | Francja           | 47  | 52  | 37  | 136   |
| 4.      | Stany Zjednoczone | 31  | 28  | 36  | 95    |
| 5.      | Niemcy            | 28  | 29  | 42  | 99    |
| 6.      | Norwegia          | 27  | 23  | 21  | 71    |
| 7.      | Włochy            | 24  | 26  | 27  | 77    |
| 8.      | Szwecja           | 17  | 10  | 20  | 47    |
| 9.      | Kanada            | 16  | 8   | 9   | 33    |
| 10.     | RFN               | 6   | 9   | 5   | 20    |
| 11.     | Słowenia          | 6   | 6   | 2   | 14    |
| 12.     | Chorwacja         | 6   | 2   | 2   | 10    |
| 13.     | Liechtenstein     | 5   | 9   | 7   | 21    |
| 14.     | Luksemburg        | 4   | 4   | 3   | 11    |
| 14.     | Wielka Brytania   | 4   | 4   | 3   | 11    |
| 16.     | Słowacja          | 1   | 4   | 1   | 6     |
| 17.     | Jugosławia        | 1   | 3   | 5   | 9     |
| 18.     | Finlandia         | 1   | 2   | 2   | 5     |
| 19.     | Czechy            | 1   | 1   | 2   | 4     |
| 20.     | Australia         | 1   | 0   | 1   | 2     |
| 20.     | Hiszpania         | 1   | 0   | 1   | 2     |
| 22.     | Japonia           | 0   | 1   | 1   | 2     |
| 22.     | Polska            | 0   | 1   | 1   | 2     |
| 24.     | Grecja            | 0   | 1   | 0   | 1     |
| 25.     | ZSRR              | 0   | 0   | 2   | 2     |